# Мізунський Юрій Миколайович
Ю́рій Микола́йович Мізу́нський (позивний «Гаррі»; 29 квітня 1999 — 28 листопада 2022) — солдат Збройних Сил України, учасник російсько-української війни, який загинув під час російського вторгнення в Україну.

## Життєпис
Юрій Мізунський народився 29 квітня 1999 року у Львові.
З 2005 року навчався у СЗШ «Первоцвіт» м. Львова, яку закінчив у 2016 році. Наступні чотири роки навчався у Львівському національному університеті ветеринарної медицини та біотехнології імені Степана Ґжицького. Після отримання ступеню бакалавр продовжив навчання у Національному лісотехнічному університеті України за спеціальністю «Лісове господарство».
З 2020 року протягом двох років проходив військову підготовку при військовій кафедрі ЛДУБЖД за профілем «Бойове застосування інженерно-саперних (інженерних) з'єднань, військових частин та підрозділів».
З початком російського вторгнення в Україну в 2022 році добровольцем став на захист України. Боровся проти держави-терориста у складі 125-ї окремої бригади територіальної оборони ЗСУ на посаді номер обслуги протитанкового відділення.
Вірний військовій присязі, загинув 28 листопада 2022 року при виконанні службового обов'язку по захисту Батьківщини в районі н.п. Торське, Донецької області.
У Юрія залишились батьки та старший брат.
Похований на кладовищі у с. Зубра.

## Нагороди
В червні 2023 року відповідно до указу президента України № 313/2023 Мізунського Юрія Миколайовича за особисту мужність і самовідданість, виявлені у захисті державного суверенітету та територіальної цілісності України, вірність військовій присязі було посмертно відзначено державною нагородою: орденом «За мужність» ІІІ ступеня.
В травні 2024 відповідно до указу Міністра оборони України № 786 від 21 травня 2024 року відзначено медаллю «Захиснику України».